# I.R.S. Records
International Record Syndicate (w skrócie I.R.S. Records) – amerykańska wytwórnia płytowa, założona w 1979 roku przez Milesa Copelanda III, działająca początkowo na rynku europejskim. wydawała płyty z muzyką punk i new wave. W 1996 roku zakończyła działalność. Wydała albumy takich artystów jak: Belinda Carlisle, Black Sabbath, Buzzcocks, Concrete Blonde, Dead Kennedys, Dread Zeppelin, R.E.M., The Alarm, The Go-Go’s i The Lords of the New Church.

## Historia

### Współpraca z A&M Records (1979–1985)
International Record Syndicate założyli w 1979 roku Miles Copeland III i Jay Boberg. Była to jedna z pierwszych, niezależnych wytwórni specjalizujących się w punk rocku, które odniosły sukces. Jeden z jej założycieli, Miles Copeland III, odniósł wcześniej pewien sukces na rynku brytyjskim dzięki swoim wytwórniom Faulty Products/Illegal Records. Był starszym bratem Stewarta, perkusisty brytyjskiego zespołu Curved Air z połowy lat 70. i Iana, zajmującego się rezerwacją imprez muzycznych. Kiedy Curved Air zaprzestał działalności, Miles zajął się nowym zespołem Stewarta, pierwotnie zwanym Strontium 90, a później The Police. Miles Copeland zaprezentował pierwszy singiel zespołu, „Fall Out”/„Nothing Achieving”, brytyjskim wytwórniom, ale gdy żadna z nich nie wyraziła zainteresowania jego wydaniem, założył własną wytwórnię, Illegal Records, za pośrednictwem której sprzedał ponad 70 000 egzemplarzy singla. Założył też kilka innych wytwórni: Deptford Fun City Records, Fashion Music, Industrial Records, Rough Trade Records, Step Forward Records i Spy Records. Wszystkie je wchłonęła po pewnym czasie I.R.S.. Pierwszym (i jedynym) prezesem I.R.S. został Jay Boberg. W marcu 1979 roku Copeland zawarł umowę z A&M Records dotyczącą singla „Roxanne” The Police. Według umowy A&M miała zająć się wyprodukowaniem i dystrybucją singla, a Copeland jego promocją i organizacją tras koncertowych zespołu, który własną umowę z A&M podpisał kilka tygodni później. W kolejnych miesiącach tego samego roku Miles Copeland wynegocjował umowę dystrybucyjną z A&M ugruntowując tym samym obecność The Police w Stanach Zjednoczonych i Kanadzie. I.R.S. miała biura w siedzibie A&M w Hollywood, a także w Nowym Jorku przy 250 W. 57th Street.

### Współpraca z MCA Records (1985–1990)
Pod koniec kwietnia 1985 roku I.R.S. Records zerwała umowę dystrybucyjną z A&M. Do tego czasu zespół The Go-Go’s wydał pod jej szyldem trzy złote i dwa platynowe albumy, które były najlepiej sprzedającymi się albumami w historii I.R.S. R.E.M. wydał pod szyldem I.R.S. dwa złote albumy. Ogółem wytwórnia wydała 109 albumów, 68 singli 7-calowych i 18 12-calowych. A&M kontynuował jednak do 1990 roku wydawanie pozycji z poprzedniego katalogu I.R.S..
W 1985 roku dystrybutorem nowych nagrań I.R.S. została MCA Records.

### Współpraca z Enigma Records (1990–1996)
W 1990 roku kolejnym dystrybutorem I.R.S. została Enigma Records. MCA nadal wydawała niektóre nagrania I.R.S. zrealizowane w latach 1985–1990.

### Zakończenie działalności (1996)
11 lipca 1996 roku I.R.S. została oficjalnie zamknięta.

### Przywrócenie wytwórni (2011–2015)
W czerwcu 2011 roku EMI Music North America we współpracy z nowojorską firmą Crush Management postanowiła wznowić działalność I.R.S. Records. Pierwsze nagrania planowano wydać pod koniec tego samego roku.
W 2013 roku I.R.S. przeszła pod patronat Caroline (oddział Capitol Music Group) zmieniając przy tym nazwę na I.R.S. Nashville, ponieważ prezes Crush Management, John Grady, otworzył w tym mieście biura swojej firmy.
W 2015 roku I.R.S. Nashville została zamknięta.

## Aluzyjna nazwa wytwórni
Nazwa I.R.S. było aluzją do bardziej znanego skrótu, IRS, Internal Revenue Service, jako ze Miles Copeland i obaj jego bracia byli synami funkcjonariusza CIA. Większość życia spędzili poza USA, ponieważ ich ojciec był przydzielany do zadań w różnych miejscach na świecie. Kolejną aluzją do agencji rządu federalnego było nazwanie przez Iana Copelanda swojej agencji rezerwacji Frontier Booking International (ten samo skrót co FBI).

## Certyfikaty sprzedaży RIAA

### Platynowa Płyta
Trzy albumy wydane przez I.R.S. Records otrzymaly certyfikat Platynowej lub Multiplatynowej Płyty, przyznany przez RIAA za przynajmniej 1 milion sprzedanych kopii:
1. Beauty and the Beat, The Go-Go’s (1981), 2 miliony sprzedanych kopii, 2x Multiplatynowa Płyta 14 listopada 1984,
2. Document, R.E.M. (1987), 1 milion sprzedanych kopii, Platynowa Płyta 25 stycznia 1988,
3. The Raw & the Cooked, Fine Young Cannibals (1989), 2 miliony sprzedanych kopii, Multiplatynowa Płyta 1 sierpnia 1989[6].

### Złota Płyta
Siedem albumów otrzymało certyfikat Złotej Płyty, przyznany przez RIAA za przynajmniej 0,5 miliona sprzedanych kopii:
1. Murmur, (1983), 0,5 miliona sprzedanych kopii, Złota Płyta 10 października 1991
2. Reckoning (1984), 0,5 miliona sprzedanych kopii, Złota Płyta 24 czerwca 1991
3. Fables of the Reconstruction (1985), 0,5 miliona sprzedanych kopii, Złota Płyta 24 czerwca 1991
4. Lifes Rich Pageant (1986), 0,5 miliona sprzedanych kopii, Złota Płyta 23 stycznia 1987; wszystkie R.E.M.,
5. Vacation, The Go-Go’s (1982), 0,5 miliona sprzedanych kopii, Złota Płyta 4 października 1982,
6. Belinda, Belinda Carlisle (1986), 0,5 miliona sprzedanych kopii, Złota Płyta 24 listopada 1986,
7. Bloodletting, Concrete Blonde (1990), 0,5 miliona sprzedanych kopii, Złota Płyta 10 października 1991[6].

### Złota Płyta w kategorii singli
1. „We Do The Beat”, The Go-Go’s (1982), 0,5 miliona sprzedanych kopii, Złota Płyta 25 maja 1982,
2. „She Drives Me Crazy”, Fine Young Cannibals (1989), 0,5 miliona sprzedanych kopii, Złota Płyta 18 kwietnia 1989[6].

## Artyści
- The Alarm
- Alternative TV
- The Animals
- The Bangles
- Berlin
- Buzzcocks
- J.J. Cale
- Chelsea
- The Cramps
- The Damned
- Dead Kennedys
- Howard Devoto
- The Beat
- The Fleshtones
- General Public
- The Go-Go’s
- Jools Holland
- The Lords of the New Church
- Magazine
- The Monochrome Set
- Oingo Boingo
- Payolas
- R.E.M.
- Renaissance
- Lenny Kravitz
- The Stranglers
- Suburban Lawns
- Wall of Voodoo[1]